# El Granada
El Granada és una població dels Estats Units a l'estat de Califòrnia. Segons el cens del 2000 tenia 5.724 habitants.

## Demografia
Segons el cens del 2000, El Granada tenia 5.724 habitants, 2.028 habitatges, i 1.512 famílies. La densitat de població era de 410 habitants/km².
Dels 2.028 habitatges en un 39,3% hi vivien nens de menys de 18 anys, en un 61,8% hi vivien parelles casades, en un 8,2% dones solteres, i en un 25,4% no eren unitats familiars. En el 17,8% dels habitatges hi vivien persones soles el 2,9% de les quals corresponia a persones de 65 anys o més que vivien soles. El nombre mitjà de persones vivint en cada habitatge era de 2,82 i el nombre mitjà de persones que vivien en cada família era de 3,18.
Per edats la població es repartia de la següent manera: un 26,8% tenia menys de 18 anys, un 6% entre 18 i 24, un 31,7% entre 25 i 44, un 29,1% de 45 a 60 i un 6,4% 65 anys o més.
L'edat mediana era de 38 anys. Per cada 100 dones de 18 o més anys hi havia 99,8 homes.
La renda mediana per habitatge era de 91.979 $ i la renda mediana per família de 96.095 $. Els homes tenien una renda mediana de 54.122 $ mentre que les dones 48.065 $. La renda per capita de la població era de 38.832 $. Entorn de l'1,1% de les famílies i el 3% de la població estaven per davall del llindar de pobresa.

## Poblacions més properes
El següent diagrama mostra les poblacions més properes.